# Parco nazionale dei Bontebok
Il parco nazionale dei Bontebok (in inglese Bontebok National Park) si trova vicino alla città di Swellendam nel distretto di Overberg della provincia del Capo Occidentale in Sudafrica. Dista 240 km da Città del Capo e da George.
Il parco nazionale, originariamente istituito nel 1931 per proteggere le ultime 30 antilopi bontebok (Damaliscus pygargus) rimaste, copre un'area di appena 20 km² ed è pertanto il più piccolo dei parchi nazionali sudafricani. Oggi il numero di bontebok viene mantenuto intorno ai 200 capi, in quanto il parco non potrebbe sostenerne un numero maggiore. Il parco nazionale può essere attraversato con la propria auto e oggi ospita anche una serie di altre specie di antilopi. Alcuni anni fa nel parco fu introdotta anche la rara zebra di montagna del Capo, oggi presente con 22 esemplari.
Il clima è mite; la piovosità annuale è di circa 500 mm.
Al centro nel parco, vicino al fiume Breede, si trova il «Rest Camp» Lang Elsies’s Kraal (dal nome di una donna capo dei Khoikhoi vissuta qui tra il 1734 e il 1800). Dal parco si gode una buona vista del versante settentrionale dei monti Langeberg.

## Flora e fauna

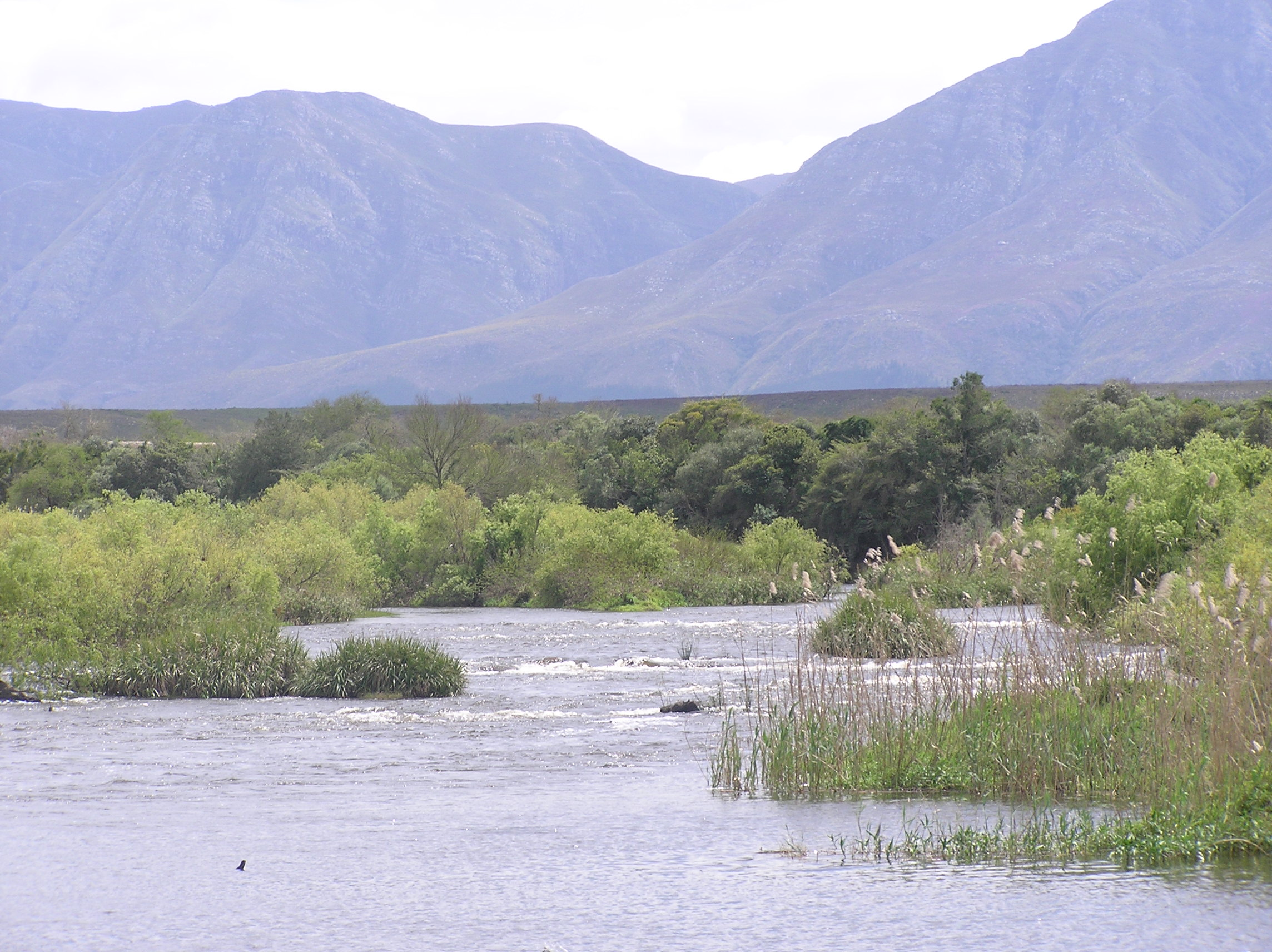
Il fiume Breede e i monti Langeberg.

Oltre ai bontebok e alle zebre di montagna, nel parco vivono altre numerose specie di mammiferi, tra cui silvicapre, raficeri campestri e del Capo, antilopi capriolo, alcelafi, procavie delle rocce, genette, manguste egiziane e altre manguste, proteli, caracal, volpi del Capo, otocioni, zorille, rateli, lontre dalle guance bianche, talpe dorate, ratti-talpa e istrici.
Nel parco è stata segnalata la presenza di oltre 200 specie di uccelli, tra cui ricordiamo l'otarda di Stanley (Neotis denhami), la gru del paradiso, l'oca armata, il segretario (Sagittarius serpentarius), l'otarda nera, varie nettarinie e il pigliamosche fiscale (Melaenornis silens). Vi sono anche tre specie di tartarughe, la testuggine leopardo (Stigmochelys pardalis), la testuggine angulata (Chersina angulata) e la testuggine becco di pappagallo (Homopus areolatus).
Il parco offre anche un habitat adatto ad undici specie di rane, delle quali Sclerophrys capensis è la più comune.